# RISC OS
RISC OS es un sistema operativo con núcleo o kernel propio, distinto a los kernels más comunes como Linux y Windows. Fue desarrollado por Acorn Computers, una compañía británica que dejó de existir en noviembre del año 2000, y cuyo código fuente es mantenido por RISC OS Ltd. con una licencia Open Source. Se elaboró para computadoras de escritorio basadas en los chips ARM.

## Lanzamiento
RISC OS fue diseñado en Cambridge, Inglaterra, por Acorn Computers para el chip ARM de 32 bits basado en Acorn Archimedes y publicado en su primera versión en 1987 como el sistema operativo Arthur. Arthur, como se concibió originalmente, tenía la intención de ofrecer una funcionalidad similar a la del sistema operativo para la serie de la BBC Master de computadoras, Acorn MOS, como reacción al hecho de que sistema operativo más avanzando del proyecto de investigación (ARX) no estaría listo a tiempo para la de Acorn Archimedes.
Finalmente en 1988 se lanza la segunda versión, bajo el nombre de RISC OS 2.00, que toma el nombre RISC de la arquitectura utilizada para el soporte del sistema RISC (Reduced Instruction Set Computing) RISC OS 3.00 fue lanzado con el A5000 en 1991. Para 1996 el sistema RISC OS era empleado por en torno a 500.000 usuarios.

## Hardware soportado
Alguna versión de RISC OS funciona o ha funcionado en el siguiente hardware:
- Acorn Archimedes
- Acorn Risc PC
- Acorn A7000 and A7000+
- Acorn Phoebe
- RiscStation R7500
- MicroDigital Medi
- MicroDigital Mico
- MicroDigital Omega
- Iyonix Ltd Iyonix PC
- Advantage Six A75
- Advantage Six A9Home
- Texas Instruments OMAP 3530 hardware;
  - Beagleboard
  - Always Innovating Touch Book
- Raspberry Pi.[6][7]